# 安氏窄額魨
安氏窄額魨為輻鰭魚綱魨形目四齒魨亞目四齒魨科的其中一種，為亞熱帶淡水魚，分布於西南太平洋區，包括澳洲東南部海域，體長可達16公分，棲息在底層水域，生活習性不明。